# Buitrago del Lozoya
Buitrago del Lozoya é um município da Espanha
na província e comunidade autónoma de Madrid, de área 27 km² com população de 1936 habitantes (2007) e densidade populacional de 71,7 hab./km².

## Demografia
| Variação demográfica do município entre 1991 e 2004 | Variação demográfica do município entre 1991 e 2004 | Variação demográfica do município entre 1991 e 2004 | Variação demográfica do município entre 1991 e 2004 |
| --------------------------------------------------- | --------------------------------------------------- | --------------------------------------------------- | --------------------------------------------------- |
| 1991                                                | 1996                                                | 2001                                                | 2004                                                |
| 1294                                                | 1403                                                | 1599                                                | 1755                                                |